# Шурма (мифология)
«Шурма» (šurma) — свирепое божество в мифологии коми, питавшееся человеческим мясом. Шурма и его ворон (коршун) фигурирует в этногоническом и этиологическом (топонимическом) мифе о братьях-близнецах Остьясе и Ошъясе — легендарных прародителях финно-угорского народа коми-пермяков. Этимология теонима туманна и не выяснена.

## В мифологии
Согласно этногоническому коми-пермяцкому мифу, записанному во второй половине XIX века, близнецы Остьяс и Ошъяс (Ожьяс) правили многочисленным народом в мифические времена всеобщего благоденствия, когда не надо было работать и всё необходимое для жизни было в изобилии (ср. «Золотой век»), в далёкой стране, где восходит солнце. Братья и их народ поклонялись кровожадному богу Шурме, обитавшему со своим огромным чёрным вороном (кырныш, кырніш) на солнце (по другому варианту — прафинноугорскому богу-демиургу Йомалю), который питался человеческим мясом и запивал его тёплой овечьей кровью. Чтобы умилостивить свирепого бога, предки коми еженедельно приносили ему жертву: двух мальчиков, двух девочек и трёх овец. Однажды люди не выполнили вовремя условие своего благоденствия, за что боги наслали на них гигантского ворона (по другой версии — коршуна), крылья которого при полёте издавали гром, а его клюв извергал пламя. Птица огнём изничтожила весь народ, изгнала братьев из мифической страны на запад в дремучие леса.

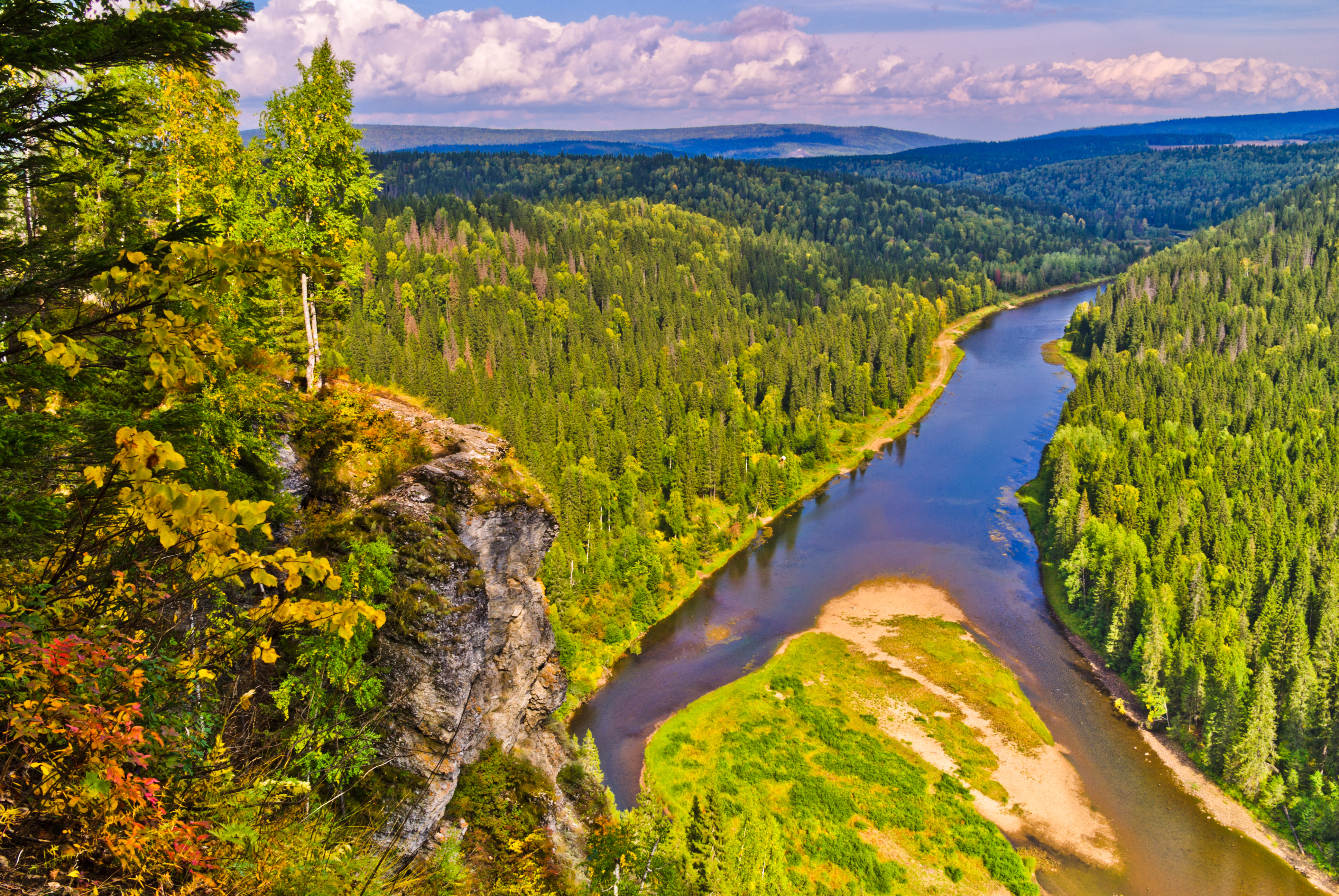
Долина реки Усьва на Среднем Урале

Близнецы не раз пытались украдкой вернуться в страну изобилия, однако ворон когтем провёл борозду, которая превратилась в большую реку. Тогда братья придумали плот и попытались перебраться через широкую реку. Однако посланник свирепого бога заметил это и, прогнав братьев ещё дальше на запад, обронил из хвоста перо, которое превратилось в большие горы (исследователи предполагают, что, судя по содержанию мифа, речь идёт об Уральских горах), покрывшиеся лесом. Эта горная преграда навсегда отделила народ коми-пермяков от их мифической прародины.

## Интерпретации
Сведения о свирепом боге обрывочны, а этимология неясна. Предполагается, что в его образе представлены воспоминания о солярном культе, а также антропоморфном, мифологическом характере Солнца. Исследователи находят сходство в кровавом культе коми-пермяцкого бога Шурмы с мифологическими традициями других восточноевропейских народов. Так, его сравнивают с кровожадным «зверем» по имени Ур, сведения о котором приведены в «Саге о Стурлауге Трудолюбивом Ингольвссоне» (Sturlaugs saga starfsama Yngolfssonar). Её действие связано с Биармией (историческая область на севере Восточной Европы), где, после того как начался голод, местное население для «защиты» стало поклоняться Уру. Этот зверь широко разевал пасть, а люди бросали туда золото и серебро. Со временем чудовище стало самым большим и злым зверем. Он начал нападать на людей и скот, после чего вся западная территория от реки Вина (Северная Двина) обезлюдела. Услышавший про эти бедствия конунг Харольд, при помощи совета одной женщины, сумел победить Ура, а единственный его рог (Урархорн — Úrarhorn) стал реликвией языческого храма. С Шурмой также связывают марийские легенды о князе Тюкун Шуре, который по наущению бога зла стал убивать первенцев своих подданных с целью обретения бессмертия. В южнославянских сказаниях фигурирует бог Троян, одна голова которого пожирала людей, другая — скот, третья — рыбу.